# Hélio antiprotónico

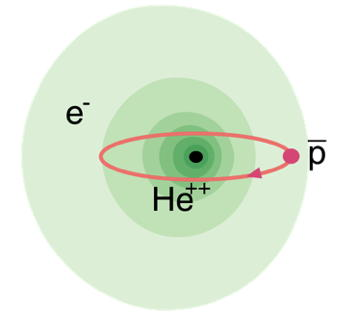
Desenho esquemático de um átomo de hélio antiprotônico.

O hélio antiprotônico é um átomo de três corpos composto por um antipróton e um elétron orbitando em torno de um núcleo de hélio. Assim, é feita em parte de matéria e em parte de antimatéria. O átomo é eletricamente neutro, já que tanto elétrons quanto antiprótons têm uma carga de -1, enquanto os núcleos de hélio têm uma carga de +2. Tem a vida útil mais longa de qualquer estado ligado à matéria-antimatéria produzido experimentalmente. 

## Produção
Esses átomos exóticos podem ser produzidos simplesmente misturando antiprótons com gás hélio comum; O antipróton remove espontaneamente um dos dois elétrons contidos em um átomo de hélio normal em uma reação química, e então começa a orbitar o núcleo de hélio no lugar do elétron. Isso acontecerá no caso de aproximadamente 3% dos antiprótons introduzidos no gás hélio. A órbita do antipróton, que tem um grande número quântico principal e um número quântico de momento angular de cerca de 38, fica longe da superfície do núcleo de hélio. O antipróton pode, assim, orbitar o núcleo por dezenas de microssegundos, antes de finalmente cair em sua superfície e aniquilar. Isso contrasta com outros tipos de átomos exóticos, {\displaystyle {\ce {pX^+}}}, que normalmente decaem em picossegundos.

## Espectroscopia a laser
Átomos de hélio antiprotônicos estão sendo estudados pelo experimento ASACUSA no CERN. Nesses experimentos, os átomos são produzidos primeiro parando um feixe de antiprótons no gás hélio. Os átomos são então irradiados por poderosos feixes de laser, que fazem com que os antiprótons neles ressoem e saltem de uma órbita atômica para outra.
Como na espectroscopia de outros estados ligados, o alargamento do Doppler e outros efeitos apresentam desafios à precisão. Os pesquisadores usam uma variedade de técnicas para obter resultados precisos. Uma maneira de exceder a precisão limitada pelo Doppler é a espectroscopia de dois fótons. A Colaboração ASACUSA estudou {\displaystyle {\ce {^3He^+}}} e p{\displaystyle {\ce {^4He^+}}} átomos com o p ocupando um estado de Rydberg elevado com grandes números quânticos principais e orbitais, {\displaystyle n\sim l+1\sim } 38 usando espectroscopia de 2 fótons. Contrapropagadores Ti:Sapphire com pulsos de duração 30-100 ns excitaram transições não lineares de 2 fótons no UV profundo, incluindo linhas espectrais de comprimentos de onda, {\displaystyle \lambda =} 139.8, 193.0 e 197.0 nm. Essas linhas correspondem a transições entre estados da forma {\displaystyle (n,l)\rightarrow (n-2,l-2)}. Tais transições são improváveis. No entanto, a probabilidade é aumentada por um fator de {\displaystyle 10^{5}} quando as frequências do laser somam dentro de 10 GHz de um estado intermediário {\displaystyle (n-1,l-1)}. Os estados foram selecionados de forma que a emissão de Auger para p{\displaystyle {\ce {^He^2+}}} e a rápida aniquilação produziu um sinal de Čerenkov detectável. O desvio Doppler reduzido resultou em linhas espectrais mais estreitas com precisão entre 2,3 e 5 ppb. A comparação dos resultados com cálculos da eletrodinâmica quântica de três corpos possibilitou a determinação da razão de massa antipróton/elétron de 1836,1526736(23).
Em 2022, a ASACUSA encontrou um estreitamento inesperado das linhas espectrais de hélio antiprotônico. 

## Medição da razão de massa entre o antipróton e o elétron
Medindo a frequência particular da luz laser necessária para ressoar o átomo, o experimento ASACUSA determinou a massa do antipróton, que eles mediram em 1.836,1536734(15) vezes mais massivo do que um elétron. Isso é o mesmo que a massa de um próton "regular", dentro do nível de certeza do experimento. Esta é uma confirmação de uma simetria fundamental da natureza chamada CPT (abreviação de charge, parity e time reversal). Essa lei diz que todas as leis físicas permaneceriam inalteradas sob a inversão simultânea do eixo de carga, paridade dos eixos espaciais e orientação do eixo do tempo. Uma previsão importante dessa teoria é que as partículas e suas antipartículas devem ter exatamente a mesma massa.

## Comparação de massas e cargas de antiprótons e prótons
Comparando os resultados acima na espectroscopia a laser de hélio antiprotônico com medidas separadas de alta precisão da frequência do cíclotron do antipróton realizadas pelas colaborações ATRAP e BASE no CERN, a massa e a carga elétrica do antipróton podem ser precisamente comparadas com os valores de prótons. As medições mais recentes mostram que a massa do antipróton (e o valor absoluto da carga) é a mesma do próton, com uma precisão de 0,5 partes em um bilhão.

## Íons de hélio antiprotônicos
Um íon hélio antiprotônico é um objeto de dois corpos composto por um núcleo de hélio e um antipróton em órbita. Tem uma carga elétrica de +1. Íons frios com vida útil de até 100 ns foram produzidos pelo experimento ASACUSA em 2005.

## Hélio piônico
Em 2020, a ASACUSA em colaboração com o Paul Scherrer Institut (PSI) relatou a verificação experimental de hélio piônico de vida longa por medições espectroscópicas; a primeira vez em um átomo contendo um lépton. Sua existência havia sido prevista em 1964 por George Condo, da Universidade do Tennessee, para explicar algumas anomalias de trilhas de câmaras de bolhas, mas nenhuma prova definitiva de sua existência havia sido obtida. No experimento, píons carregados negativamente de um cíclotron de anel foram focados magneticamente em um tanque cheio de hélio superfluido para que eles expelissem um elétron do átomo e tomassem seu lugar. Mais tarde, para confirmar a produção, a luz laser foi disparada em várias frequências até que eles encontraram uma específica em 1631 nm, onde o píon ressoaria sofrendo um salto quântico de sua órbita para uma interna e, eventualmente, para o núcleo que se decomporia em um próton, um nêutron e um deuteron. O experimento se mostrou altamente técnico e levou 8 anos, incluindo o projeto e a construção do experimento.